# Lamponella kimba
Lamponella kimba là một loài nhện trong họ Lamponidae. Loài này được phát hiện ở West-Úc và Nam Úc.